# Taro Tsujimoto
Taro Tsujimoto je neexistující hokejový hráč, který byl legálně draftován týmem NHL Buffalo Sabres v roce 1974 v jedenáctém kole jako celkově 183. hráč.
Generální manažer Sabres George "Punch" Imlach byl značně frustrován zdlouhavým procesem draftování probíhajícím přes telefon, což byla snaha udržet vybrané hráče v tajnosti před konkurenční WHA. Imlach se rozhodl pobavit se na účet ligy a jejího prezidenta Clarence Campbella, a našel běžné japonské jméno v telefonním seznamu. Když na něj následně v 11. kole přišla řada, draftoval hvězdného centra Tara Tsujimota z týmu Japonské hokejové ligy Tokyo Katanas. Imlach vybral pro tým jméno "Katanas", protože katana je stejně jako šavle (anglicky "sabre") druhem meče. NHL volbu oficiálně uznala a tak byla též oznámena všemi významnými médii včetně časopisu The Hockey News.
Imlach svůj vtip oznámil až o několik týdnů později. NHL nakonec označila ve svých záznamech Tsujimota jako "neplatnou volbu"  (Campbell to nepovažoval za tak vtipné jako Imlach), ale až poté co se Tsujimoto objevil v několika publikacích vydaných NHL. Tsujimoto je také stále veden v záznamech Sabres mezi hráči, které tým draftoval.
Taro se stal oblíbeným vtípkem mezi fanoušky a zaměstnanci Sabres. Po mnoho let po této volbě fanoušci v Buffalo Memorial Auditorium skandovali "We Want Taro" (My chceme Tara), když se hra stala příliš jednostrannou. Navíc se po mnoho let věšeli ze zábradlí transparenty s nápisem "Taro Says..." (Taro říká...) spolu se zesměšňujícím komentářem proti soupeřícímu týmu nebo některému hráči soupeře.